# Alberto de' Stefani

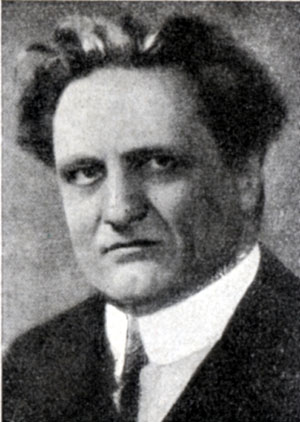
Alberto De Stefani

Alberto De Stefani (1879-1969) foi um político liberal italiano que comandou a economia italiana de 1922 a 1925. Seu tempo no comando foi caracterizado pelo liberalismo econômico.

## Biografia
De Stefani foi nomeado por Benito Mussolini como o ministro das finanças em 1922. Ele era um economista liberal e favoreceu políticas como o livre-comércio, redução de impostos, baixa interferência do governo na economia e privatização de empresas, como a indústria de comunicações.   
Ele também realizou uma profunda reforma no sistema de tributação da Itália, que foi considerada um sucesso na época.
De Stefani aproveitou os poderes ditatoriais do regime de Mussolini para aprovar essas reformas liberais, que anteriormente tinham sido bloqueadas pelo Parlamento. Com outros hierarcas muito próximos de Mussolini, durante a crise que se seguiu ao crime Matteotti estava entre aqueles (Aldo Oviglio, Giovanni Gentile, Luigi Federzoni, Dino Grandi) que eles “estavam cientes das responsabilidades de seu líder e decidiram continuar a servi-lo”.
A economia prosperou sob a direção de De Stefani, mas os salários sofreram pesado arrocho. Ele cumpriu seu objetivo de um orçamento equilibrado entre os anos de 1924 e 25. Todavia, em meados de 1925 a economia começou a entrar em crise e Mussolini demitiu De Stefani, substituindo-o por Giuseppe Volpi.